# Moderní společenská hra

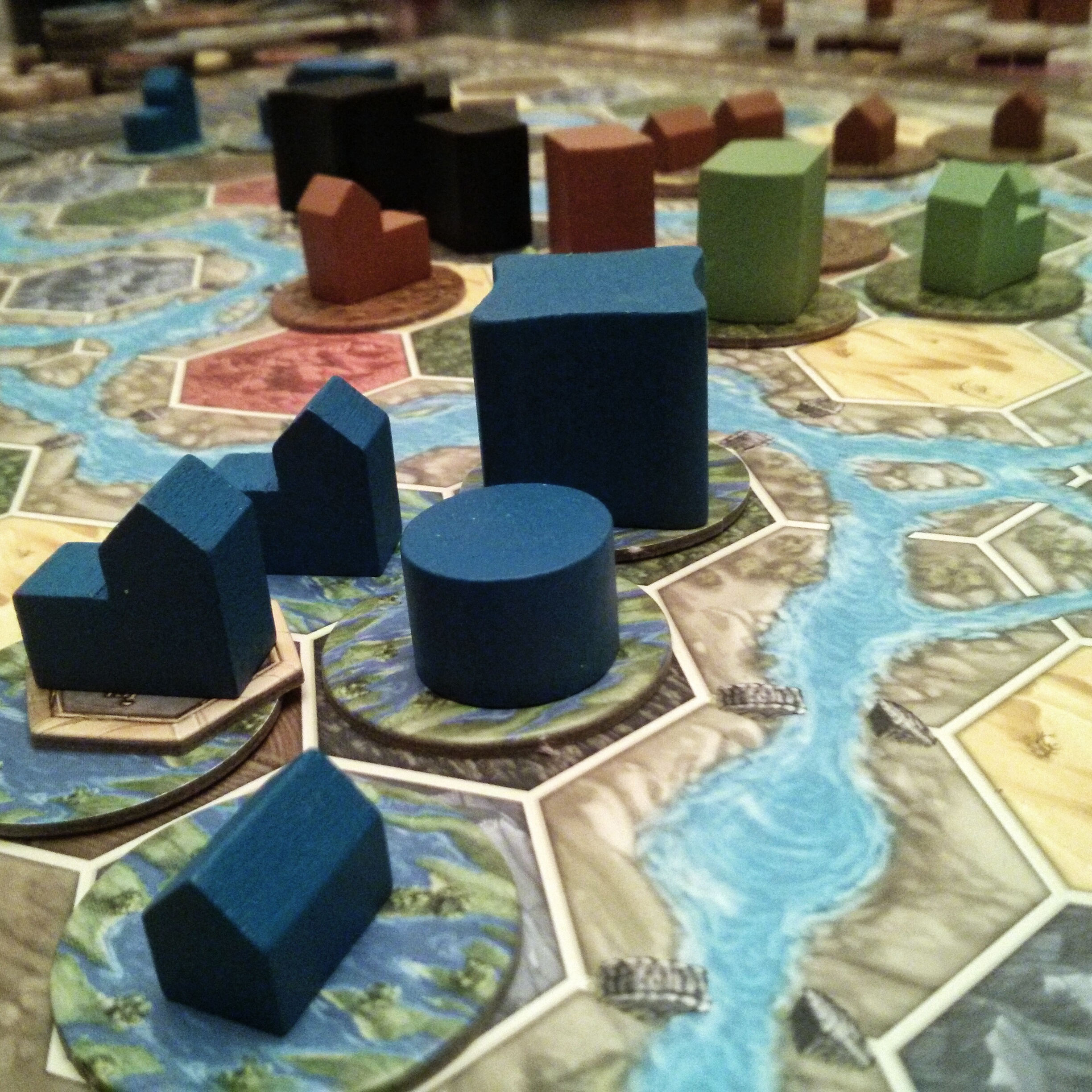
Moderní společenská hra (Terra Mystica)

Moderní společenské hry, též Moderní deskové hry je pojem používaný v češtině pro netradiční deskové nebo výjimečně karetní hry. V jiných jazycích pro tuto skupinu her existují rozdílné názvy ( v USA Eurogames nebo German games, v němčině Brettspiele, v italštině Gioco in stile tedesco apod.).
Světovou velmocí těchto her je Německo, kde se těší největší oblibě.[zdroj?]
Hry často bývají pro 2 až 6 hráčů, náhoda hraje poměrně malou roli (většinou se ani nepoužívají kostky). Hra je často zasazena do nějaké doby (např. středověk) nebo prostředí (např. obchodování) a opatřena legendou.
Moderní deskové hry mívají proměnlivý herní plán, někdy je plán vytvářen až v průběhu hry pokládáním kartiček (např. Carcassonne, Tikal apod.), nejde tedy o deskovou hru v užším slova smyslu.
Za předchůdce moderních společenských her lze považovat hry Monopoly a Diplomacie. Obrovský nárůst popularity her přineslo vydání Osadníků z Katanu v roce 1995.
Hráči her se často scházejí v herních klubech, v Česku je nejznámější Klub deskových her Paluba, pořádají se různá mistrovství (souboje klubů i jednotlivců) a festivaly her. Hráči nejpopulárnějších her se sdružují do asociací a klubů té konkrétní hry (např. pro hru Scrabble funguje Česká asociace Scrabble).
Moderní společenské hry se každoročně ucházejí o ceny:
- Hra roku (Spiel des Jahres) – nejprestižnější cena, Německo
- Hra německé veřejnosti (Deutscher SpielePreis), Německo
- Hra roku – česká cena udílená Akademií her